# 陈仲颐
陈仲颐（1923年8月—2019年10月7日），籍贯台湾台北，出生于福建福州，中国土力学家，清华大学教授。
陈仲颐早年就读于菲律宾马尼拉华侨小学、华侨中学、上海市麦伦中学。后考入上海圣约翰大学土木工程系，1945年毕业。此后曾在台湾公共工程局、台湾工程公司任职。1949年前往美国留学，获佐治亚理工学院土木系工程硕士学位。1951年回到中国，任教于燕京大学土木工程系。1952年后长期任教于清华大学水利工程系，从事土力学与岩土工程的研究工作。
陈仲颐担任过中国土力学及基础工程学会副理事长、中国建筑学会地基基础学术委员会副主委、国际土力学及基础工程学会会员等职。此外，他于1952年加入中国民主同盟，1980年加入台湾民主自治同盟，担任过台盟中央副主席、名誉副主席，北京市政协副主席，第六、九届全国政协委员，第七、八届全国政协常委等。